# Lauterbrunnen
Lauterbrunnen ist eine politische Gemeinde im Verwaltungskreis Interlaken-Oberhasli des Kantons Bern in der Schweiz.

## Geographie
Die Gemeinde liegt im Lauterbrunnental und besteht aus den Ortschaften Lauterbrunnen, Wengen, Mürren, Gimmelwald, Stechelberg und Isenfluh. Die Einwohnerzahl der Ortschaft Lauterbrunnen (2023: 782) liegt unter der von Wengen (2023: 1'116), ist aber höher als die der anderen vier Ortschaften. Die Gesamtfläche der Gemeinde Lauterbrunnen beträgt 164,5 Quadratkilometer. Der tiefste Punkt der Gemeinde liegt bei 728 m ü. M. und der höchste auf 4158 m ü. M.
Lauterbrunnen wird von der Weissen Lütschine durchflossen, die durchschnittlich einmal im Jahr über die Ufer tritt.
Die berühmteste und spektakulärste Touristenattraktion des Ortes sind die Trümmelbachfälle, mehrere Wasserfälle im Innern eines Berges.

## Geschichte

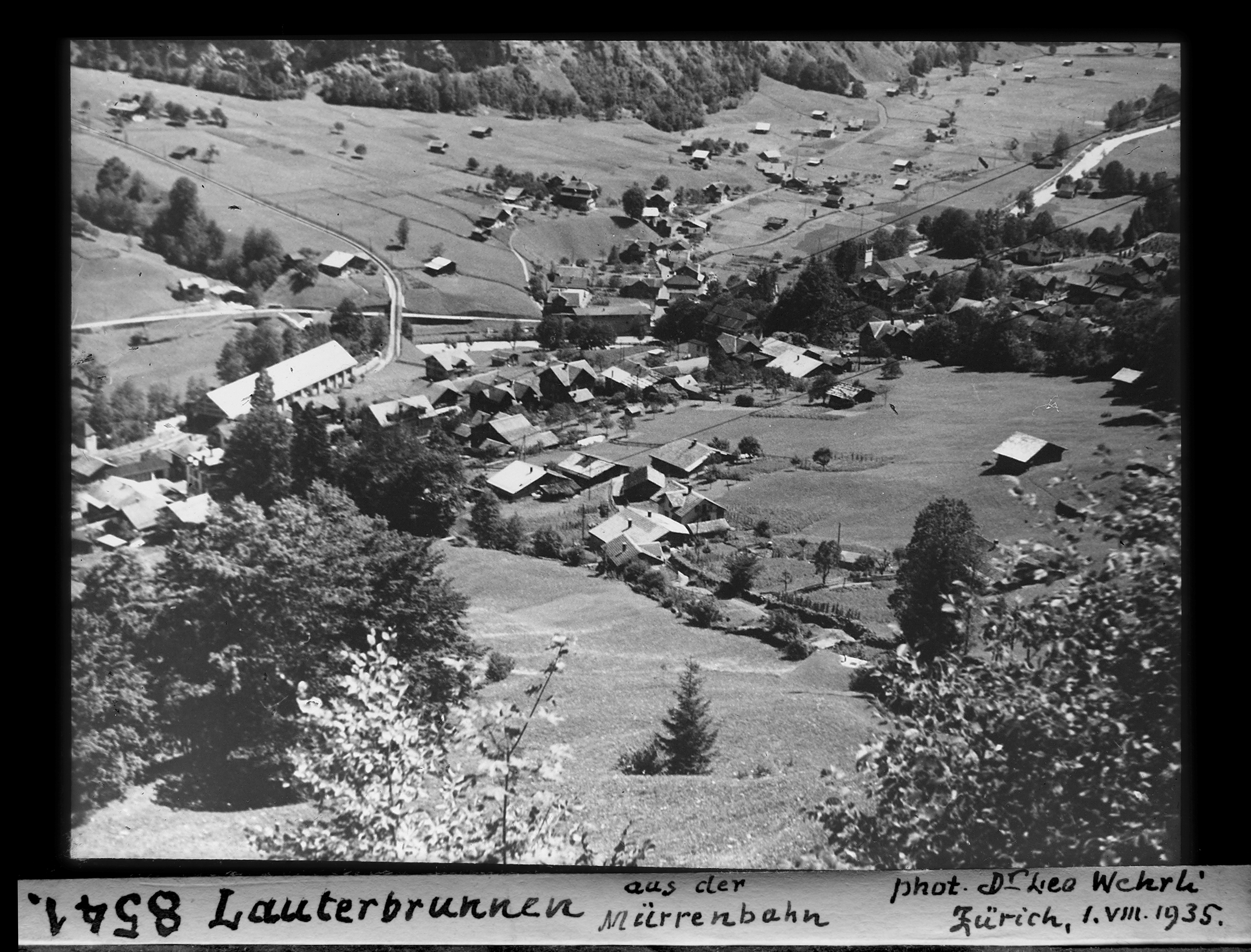
Lauterbrunnen aus der Mürrenbahn, von Leo Wehrli (1935)

Nach 1300 siedelten die hauptsächlich im Wallis begüterten Freiherren von Turn im hinteren Lauterbrunnental Eigenleute an. Lauterbrunnen wurde im Gegensatz zum übrigen Berner Oberland vom Wallis her besiedelt. Die Ortschaft erscheint 1240 in den Quellen als claro fonte, 1304 als Luterbrunnen. Der Ortsname bezieht sich auf die klaren (lauteren) Quellen und Bäche (Brunnen). Das Lauterbrunnental gehörte im 13. Jahrhundert teilweise zur Herrschaft Rotenfluh–Unspunnen der Freiherren von Wädenswil, die 1240 das Sefinental dem Augustinerpriorat Interlaken verkauft hatten. Das Priorat erweiterte seinen Einflussbereich durch den Erwerb von Eigenleuten, Talgütern, Alpen und Gerichtsbarkeiten. Das Lauterbrunnental unterstand wirtschaftlich, gerichtlich und als Teil der Pfarrei Gsteig bei Interlaken auch kirchlich der Klosterherrschaft. Die Talleute von Lauterbrunnen errichteten in den Jahren 1487 bis 1488 ohne klösterliche Erlaubnis eine eigene Kirche.
Im Jahre 1669 wütete die Pest im Lauterbrunnental. Beginnend von Wengen aus starben innerhalb von vier Monaten 360 der 580 Personen, die das Tal damals bewohnten.
Der Staubbachfall inspirierte Johann Wolfgang von Goethe bei seiner zweiten Schweizer Reise 1779 zu seinem Gesang der Geister über den Wassern, den er als Gast im Pfarrhaus von Lauterbrunnen schrieb.
Am 12. April 2007 zerschellte südlich von Lauterbrunnen in der Nordwand der Äbeni Flue ein Tornado-Kampfflugzeug der deutschen Bundeswehr, wobei der Pilot getötet und der Waffensystemoffizier verletzt wurde.

## Kirche
1487 errichteten die Talbewohner ihre erste Kirche, ohne Erlaubnis der Pfarrei Gsteig, zu der sie gehörte. Von den Angehörigen im Lötschental wurden sie tatkräftig unterstützt. Bereits fünf Jahre vor Baubeginn wurde die Lötscherglocke gegossen. Zu Fuss wurde dann die 200 Kilogramm schwere Glocke über die Wetterlücke getragen. Beim Abbruch der alten Kirche 1830 wurde das Traggerüst gefunden, mit dem dieser Transport bewältigt wurde. Am unteren Rand wurde die Glocke dabei beschädigt, weil sie bei den besonders steilen Passagen wahrscheinlich geschleift werden musste. Sie steht heute im Talmuseum.
Seit 1528 ist Lauterbrunnen eine eigenständige Kirchgemeinde, nachdem es lange Zeit zur Kirchgemeinde Gsteig bei Interlaken gehört hatte.

## Verkehr
Von Interlaken Ost fährt die Berner Oberland-Bahn (BOB) nach Lauterbrunnen. Dort besteht Anschluss an die Wengernalpbahn nach Wengen, auf die Kleine Scheidegg und nach Grindelwald sowie an die Bergbahn Lauterbrunnen–Mürren (BLM).
Etwas südlich des Dorfes liegt zudem der Heliport der Air-Glaciers.

## Bevölkerung
| Jahr           | 1653 | 1783 | 1811  | 1827 | 1856  | 1900  | 1910  | 1930  | 1941  | 1960  | 1970  | 1980  | 2006  | 2009  | 2014  | 2018  | 2022  | 2023  |
| -------------- | ---- | ---- | ----- | ---- | ----- | ----- | ----- | ----- | ----- | ----- | ----- | ----- | ----- | ----- | ----- | ----- | ----- | ----- |
| Gesamtgemeinde | 525  | 860  | 1'221 |      | 1'698 | 2'551 | 3'204 | 2'958 | 2'819 | 3'281 | 3'478 | 3'077 | 3'065 | 2'936 | 2'956 | 2'588 | 2'636 | 2'315 |
| Lauterbrunnen  |      |      |       | 375  |       |       | 1'029 |       | 885   | 1'022 | 1'073 | 954   |       | 858   | 838   | 776   | 812   | 782   |

Die Gesamtgemeinde umfasst die Ortschaften Lauterbrunnen, Wengen, Mürren, Gimmelwald, Stechelberg und Isenfluh.

### Persönlichkeiten
- Elsa Stauffer (* 1905 in Lauterbrunnen; † 2006 in Bern), Bildhauerin

## Tourismus

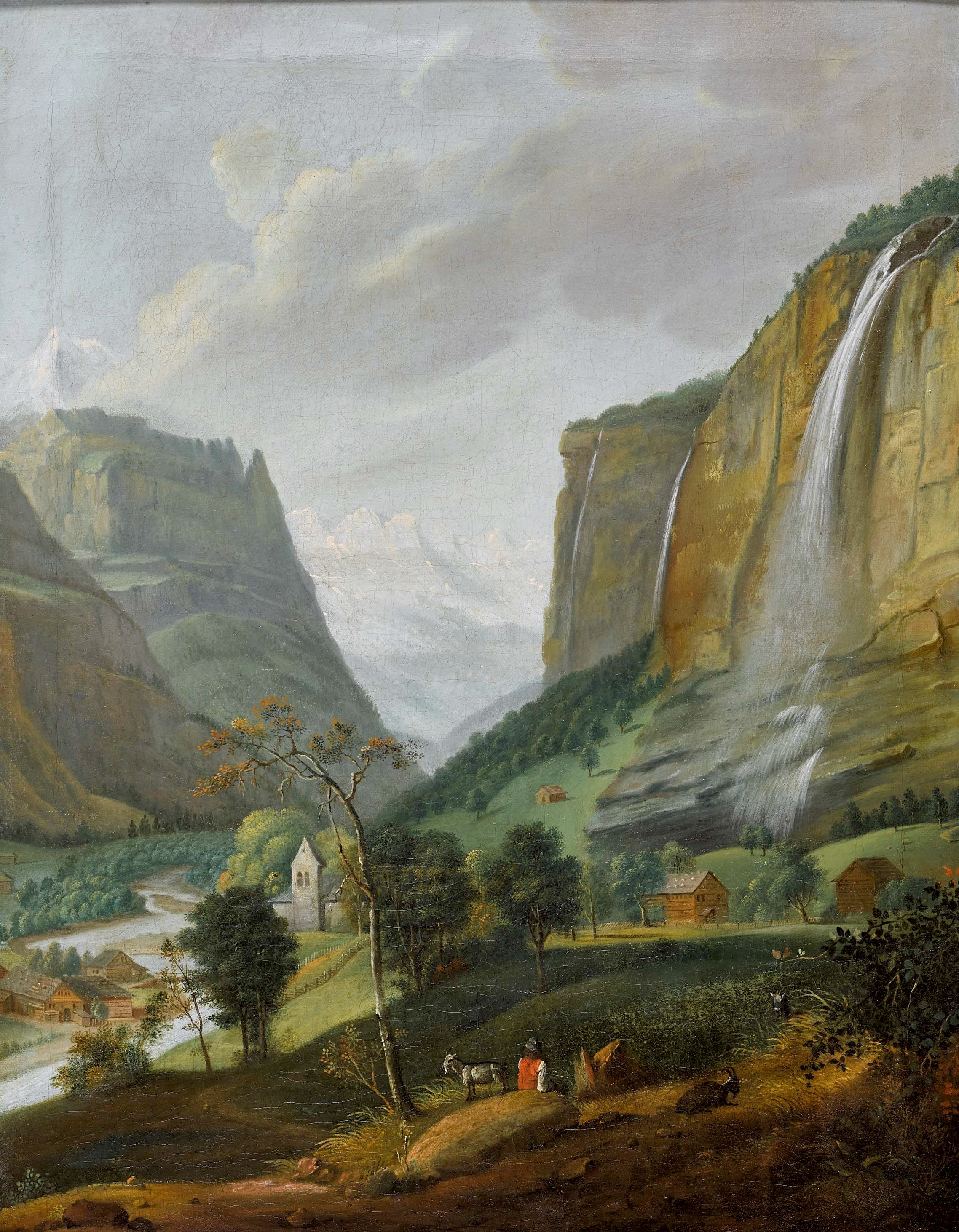
Staubbach, Ölgemälde von Johann Ludwig Aberli (um 1758)

Die senkrechten Felswände um Lauterbrunnen sowie der Staubbachfall, die Trümmelbachfälle und mehrere Wasserfälle im Innern einer Felswand sind beeindruckend. Der Mürrenbachfall mit einer Fallhöhe von 417 Metern und der Buchenbachfall mit einer Fallhöhe von 380 Metern gelten als die beiden höchsten Wasserfälle der Schweiz. Der Staubbachfall ist mit seinen 297 Metern der höchste frei fallende Wasserfall der Schweiz. Der Mattenbachfall als Kaskadenwasserfall ist mit seinen 930 Metern europaweit der höchste und weltweit der dritthöchste Wasserfall. Dazu kommen die guten Bahnverbindungen in die Ski- und Wandergebiete Kleine Scheidegg-Männlichen sowie Mürren in Richtung Schilthorn. Wandermöglichkeiten gibt es auch im hinteren Lauterbrunnental, welches gebietsweise unter Naturschutz steht. Von Lauterbrunnen führt bei genügender Schneemenge eine Langlaufloipe nach Stechelberg.
Lauterbrunnen ist ein Anziehungspunkt für Basejumper aus aller Welt, die von den umliegenden bis 1000 m hohen, steilen Felswänden, wie der Mürrenfluh oder der Staldenfluh, abspringen. So gibt es jährlich rund 20'000 Sprünge. Unter Objektspringern sind Absprungpunkte wie «High Nose Ultimate», «Nose» und «La Mousse» bekannt. Gemäss einer Erhebung von 2013 geschahen 15 Prozent aller bis dahin tödlichen Objektsprungunfälle weltweit im Lauterbrunnental. 1994 starb der erste Objektspringer im Tal, Xaver Bongard, der den Sport 1989 hierher brachte. Bislang sind 68 tote Objektspringer (Stand: 18. Juli 2024) zu beklagen. Die Tourismusorganisation bewirbt den Sport nicht und distanziert sich davon. Schon ab 2006 war vorübergehend ein Verbot diskutiert worden, um Gästen und Anwohnern Lauterbrunnens diese Unfälle zu ersparen.

## Galerie

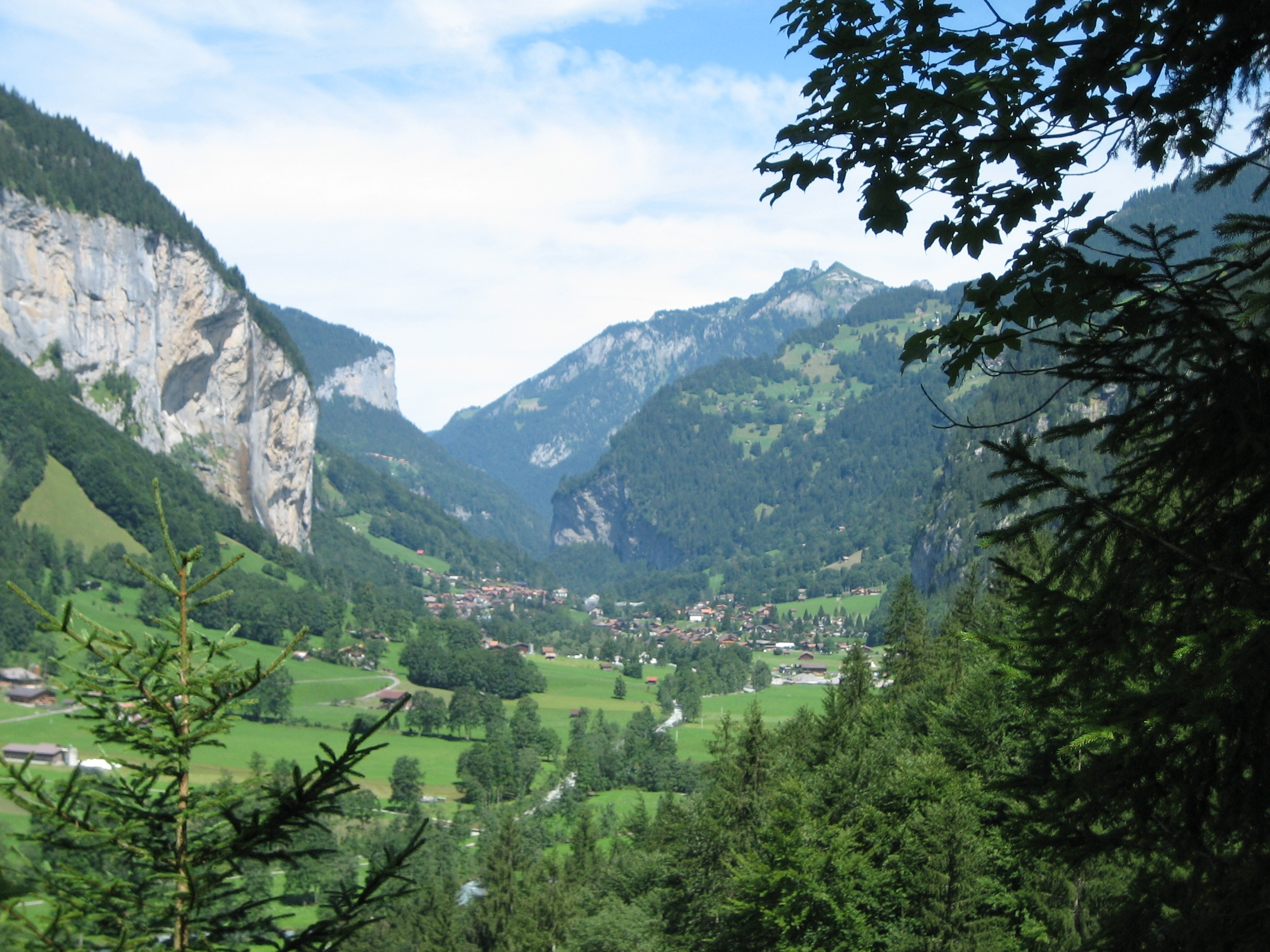
Lauterbrunnen im Lauterbrunnental
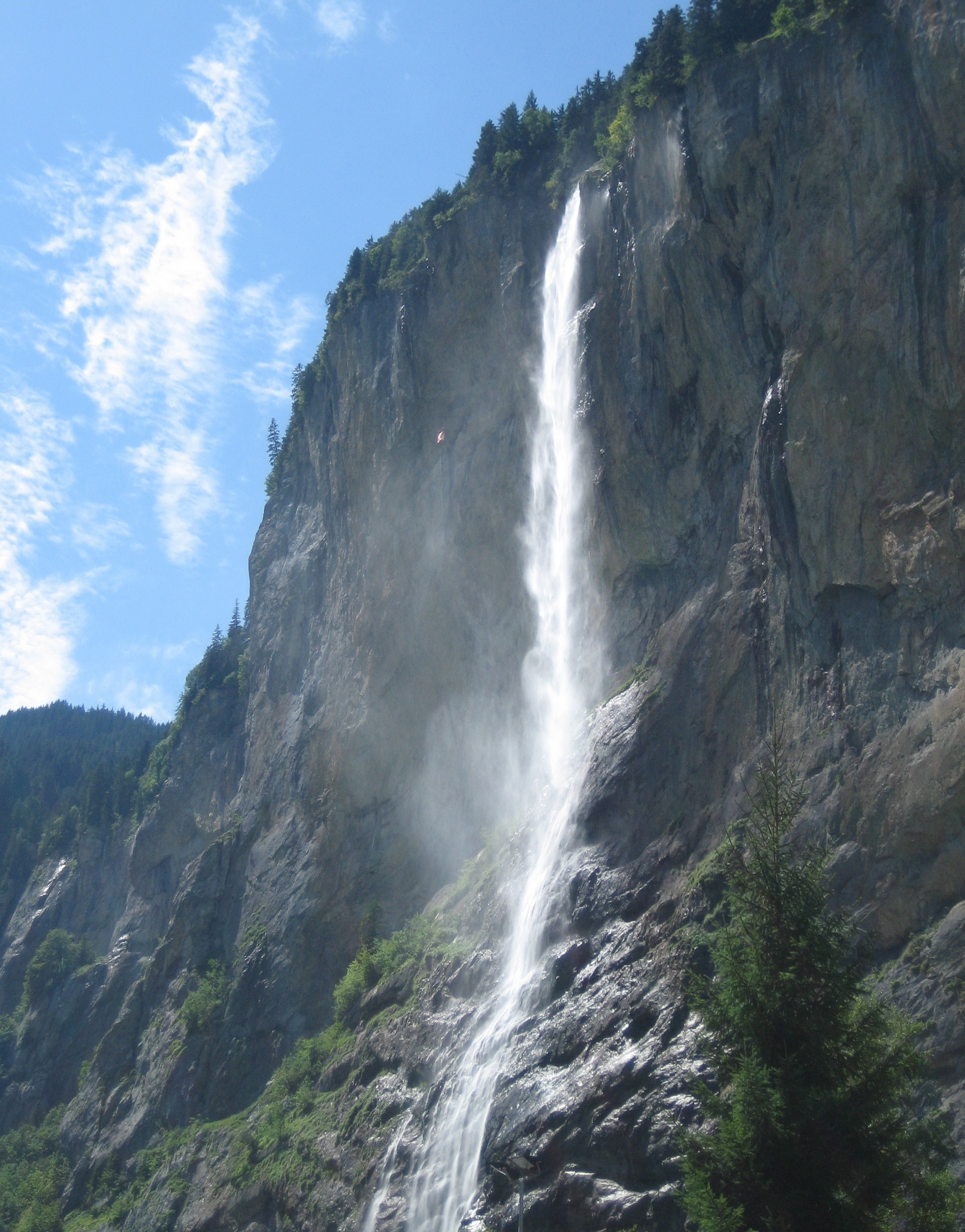
Staubbachfall
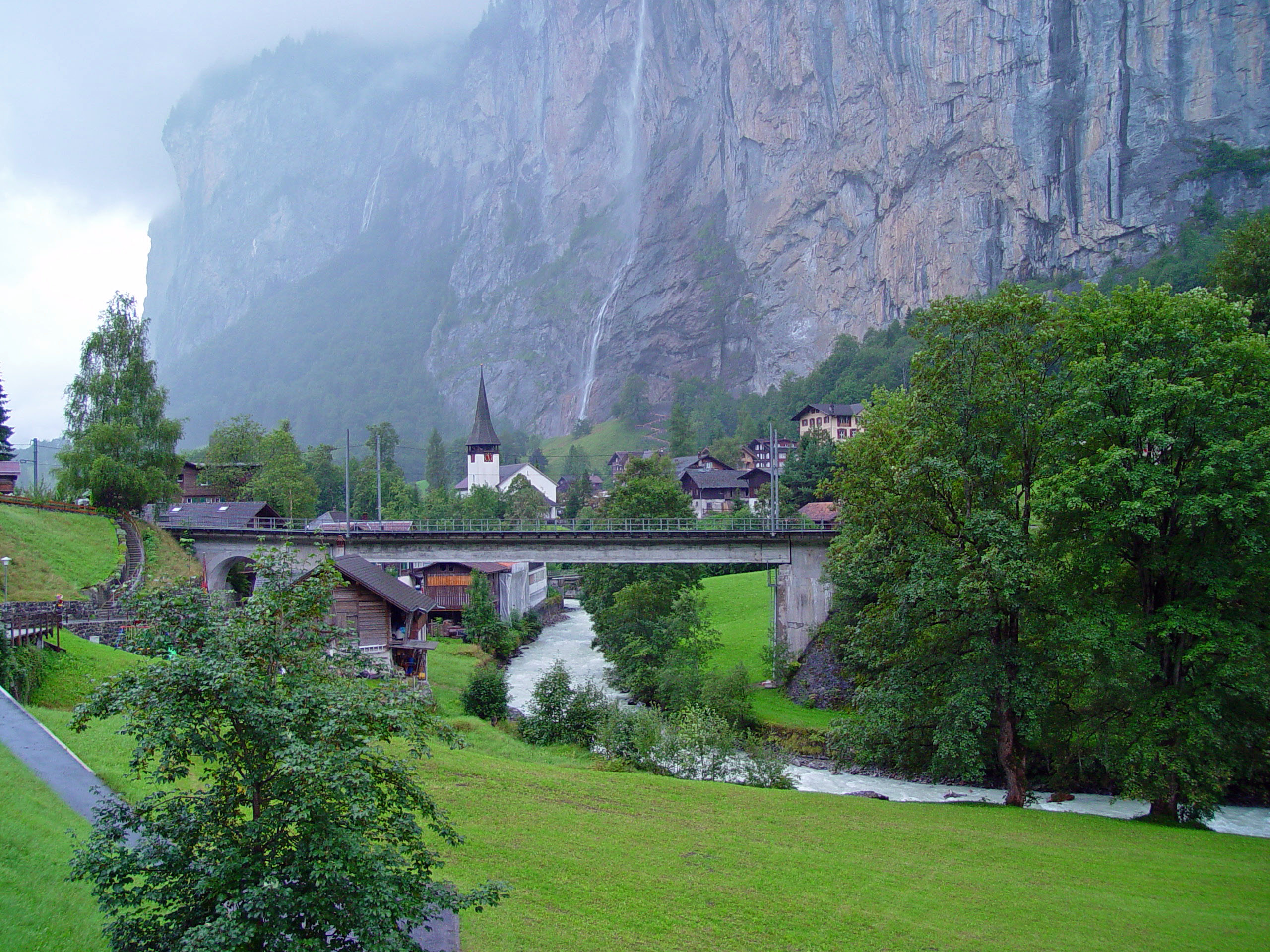
Blick auf Lauterbrunnen mit der Weissen Lütschine
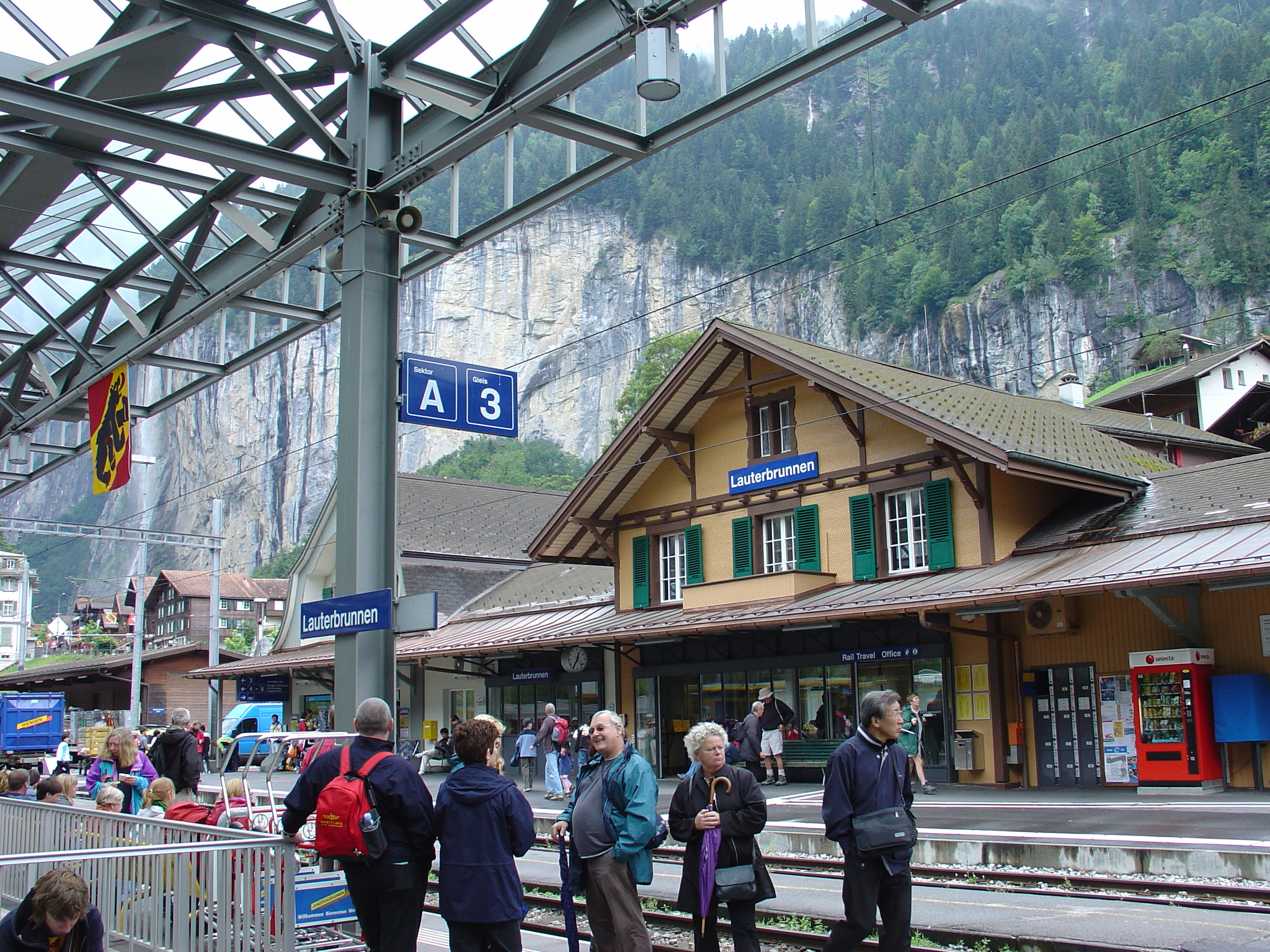
Bahnhof Lauterbrunnen
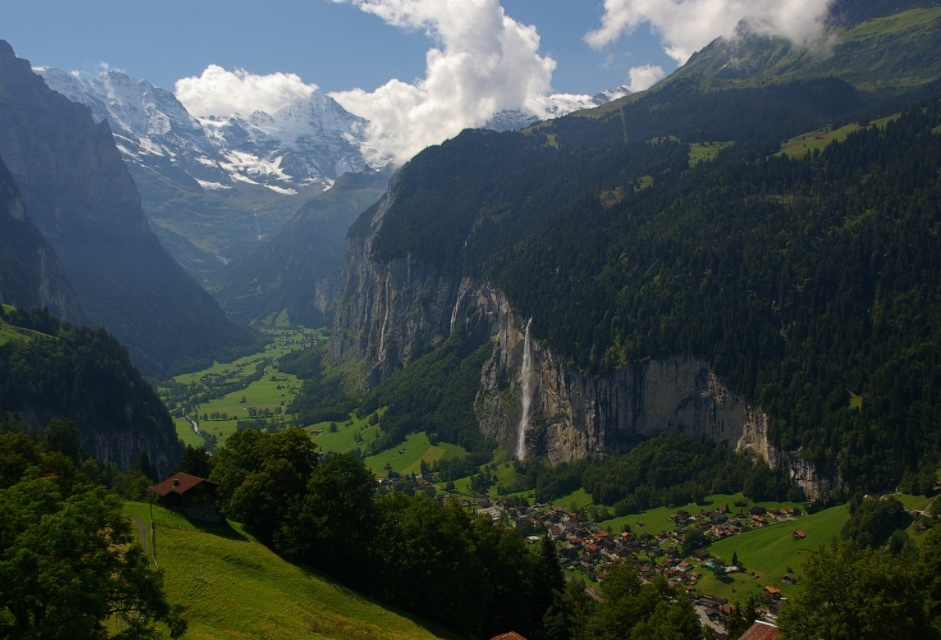
Lauterbrunnental